# Genista florida
Genista florida es una especie de planta fanerógama perteneciente a la familia de las fabáceas.

## Descripción
Arbusto muy ramificado que puede alcanzar los 3 m. Los tallos tienen entre 8 y 10 costillas en forma de T ligeramente pilosos. Hojas alterna enteras, de un solo folio lanceolado y con estípula. Florece en racimos de hasta 30 florecillas amarillas. Florece de mayo a julio. Fruto en forma de vaina con hasta 6 semillas.

## Distribución y hábitat
Crece en bosques degradados, claros y brezales, en la mayor parte de la península ibérica. Prefiere suelos secos, ácidos y pobres en nitrógeno. Resiste bien el frío.

## Taxonomía
Genista florida fue descrita por Carlos Linneo y publicado en Systema Naturae, Editio Decima 2: 1157. 1759.
Citología
Número de cromosomas de Genista florida (Fam. Leguminosae) y táxones infraespecíficos: 
n=24; 2n=48
Etimología
Genista: nombre genérico que proviene del latín. Los reyes y reinas Plantagenet de Inglaterra tomaron su nombre de ella: planta Genesta o plante genest, en alusión a una historia que afirma que, cuando Guillermo el Conquistador se embarcó rumbo a Inglaterra, arrancó una planta que se mantenía agarrada tenazmente a una roca y la metió en su casco como símbolo de que él también sería tenaz en su arriesgada tarea. La planta era la llamada planta genista en latín. Esta es una buena historia, pero por desgracia Guillermo el Conquistador llegó mucho antes de los Plantagenet y en realidad fue Godofredo de Anjou que fue apodado el Plantagenet, porque llevaba un ramito de flores amarillas de retama en su casco como una insignia (genêt es el nombre francés del arbusto de retama), y fue su hijo, Enrique II, el que se convirtió en el primer rey Plantagenet. Otras explicaciones históricas son que Geoffrey plantó este arbusto como una cubierta de caza o que él la usaba para azotarse a sí mismo. No fue hasta que Ricardo de York, el padre de los dos reyes Eduardo IV y Ricardo III, cuando los miembros de esta familia adoptaron el nombre de Plantagenet, y luego se aplicó retroactivamente a los descendientes de Godofredo I de Anjou como el nombre dinástico.
florida: epíteto latino que significa "con flores".
Sinonimia
- Genista leptoclada Spach
- Genista polygalifolia DC.
- Genista polygaliphylla Brot.[5]

## Nombres comunes
- Castellano: abulaga, apiorno, aulaga, bereza, bolaga (2), canillero, cayomba, chinestra, escoba (4), escoba blanca, escoba serraniega, escoba verde (2), escobón (7), espiorno (2), flor de teñir portuguesa, flor de tintoreros (2), genista (3), ginesta pequeña, ispiorno, peorno (3), pierno, piornal, piornera, piorno (16), piorno albar, piorno amarillo, piorno blanco, piorno dos tintureiros, piornu (2), piornu albar (2), piornu morisco (2), retama (6), retama blanca (9), retamón, trampas, xiniesta (2), zusca (entre paréntesis el número de  especies con el mismo nombre en España).[6]